# 冼光位
冼光位（1931年1月—2018年1月15日），侗族。湖南通道人。中华人民共和国政治人物。

## 生平
1949年5月参加革命工作。1951年，柳州师范学校毕业。1952年11月加入中国共产党。1956年，毕业于中央团校、中国青年政治学院。1959年2月至1964年9月，担任共青团柳州市委第六、七、八、九届书记。后任广西壮族自治区通志馆馆长。主编《在探索中前进》、《拓播集》、《沃土撷华》、《李英敏和群众文化》、《大潮浪花》、《方志探索》等。2018年1月15日，在南宁逝世，享年88岁。